# Бронников, Владимир Константинович
Владимир Константинович Бронников (род. 25 сентября 1943, Тюп, Иссык-Кульская область) — народный депутат Украины 4 и 5-го созывов. Сотрудник Росатома на запорожской АЭС 

## Биография
Родился 25 сентября 1943 года в с. Тюп в Киргизии. В 1966 году окончил Томский политехнический институт (ныне университет), инженер-теплоэнергетик, «Проектирование и эксплуатация атомных энергетических установок». Член Партии Регионов.
С 1966 по 1977 гг. — работал сначала в Уральском филиале, а затем в Южном отделении Всесоюзного теплотехнического института Министерства энергетики СССР.
С 1976 по 1985 гг. — заместитель главного инженера Чернобыльской АЭС.
С 1985 по 1986 гг. — главный инженер Минской атомной электроцентрали.
С 1986 по 1996 гг. — директор, затем генеральный директор Запорожской АЭС.
С 1996 по 1998 гг. — советник генерального директора Запорожской АЭС.
С 1998 по 2000 гг — председатель правления ОАО «Энергетическая компания „Энергоатом“».
В 2000 году с февраля по июль — и. о. президента НАЭК «Энергоатом».
С 2000 по 2002 гг. — президент Запорожской атомной энергетической корпорации.
С 2002 года по 2007 год — Народный депутат Украины.
В настоящее время занимает должность генерального директора обособленного подразделения «Атомпроектинжиниринг» государственного предприятия НАЭК «Энергоатом».
Уволился из Атомпроектинжиниринг.

## Звания, награды
- Лауреат премии Совета Министров СССР (1981).
- Отличник энергетики и электрификации СССР (1982).
- Заслуженный энергетик Украины (1995).

Награждён:
- орденом «Знак Почёта» (1981);
- Почетным Знаком Президента Украины (1996);
- Орденом князя Ярослава Мудрого V ст. (2003);